# Decius
Gaius Messius Quintus Decius Valerianus, jako císař Gaius Messius Quintus Traianus Decius (patrně 200/201 Budalia u Sirmia v Dolní Panonii – první polovina června 251 u Abrittu), byl římský císař panující v letech 249–251, od roku 250 spolu se svými syny Deciem mladším a Hostilianem. Decius bývá někdy řazen k tzv. ilyrským císařům, schopným vojevůdcům a organizátorům, s jejichž pomocí se impériu podařilo překonat strukturální krizi ve 3. století.

## Původ a kariéra
Decius pocházel z romanizované lokální panonské aristokracie a přes svou manželku Herennii Cupressenii Etruscillu měl současně i přímé vazby k Itálii. Přesné datum jeho narození ani jména jeho rodičů nejsou známa. Členem senátu a konzulem se stal za vlády Alexandra Severa, později byl místodržitelem provincie Hispánie (235–238) a městským prefektem v Římě. Kromě dvou synů měl údajně ještě dceru, která se prý provdala za pozdějšího císaře Volusiana.

## Proklamace za císaře
Zkušeného administrátora Decia jmenoval císař Philippus Arabs roku 249 místodržitelem Moesie a Panonie – provincií otřesených vpády Gótů a právě potlačenou revoltou uzurpátora Pacatiana. Deciovi se podařilo situaci v oblasti zvládnout, ale nakonec legie opět povstaly a prohlásily za císaře právě jeho. Část antických autorů výslovně zdůrazňuje, že se to stalo proti Deciově vůli, jiné prameny o okolnostech proklamace blíže nehovoří. V následné občanské válce porazil Decius Philippa Araba v bitvě u Verony, dosáhl uznání od senátu a v září či v říjnu 249 převzal plně moc v říši.

## Válka s Góty

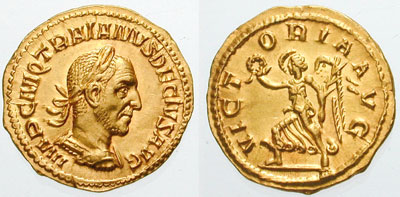
Deciův aureus

Velkou část Deciovy krátké vlády vyplňují válečné operace proti Gótům, germánskému etniku, které přes veškerou snahu provinciální správy stále ohrožovalo římskou hranici na Balkáně. Zejména v exponované dácké oblasti a v provinciích Moesii a Thrákii podlamovalo plenění a vpády nebezpečně autoritu panovníka a vznikala zde živná půda pro revolty. Podrobnosti o Deciových taženích jsou vlivem torzovitosti pramenů málo známy, načrtnout lze jen hrubou kostru událostí.
Císař se na Balkán vypravil v druhé polovině roku 250, kdy útoky gótského náčelníka Knivy dostaly do kritické situace město Nikopolis na Dunaji. Pod tlakem legií ustoupili Gótové do thráckých hor, porazili Římany v bitvě u Beroje a zahájili obléhání Philippopole, jednoho z nejvýznamnějších měst v oblasti. Ani tuhý odpor obráncům proti přesile nepomohl. Město brzy padlo, bylo vypleněno a tamního velitele Priska provolali vojáci císařem pod gótskou ochranou. V Římě ho senát obratem vyhlásil za veřejného nepřítele.
Dobývání Philippopole Góty natolik vyčerpalo, že byli ochotni vydat Římanům kořist i zajatce výměnou za příslib volného odchodu. Ale Decius měl na jaře 251 dost výhodnou pozici na to, aby mohl pomýšlet na úplné odříznutí nepřítele, a proto jednat odmítl. V bažinaté krajině u města Abrittu se počátkem června strhla rozhodující bitva, při níž padl císař i jeho syn a římská armáda byla rozdrcena. Decius se tak stal prvním císařem, který zahynul v boji s „barbary“.

## Náboženská politika
Koncem roku 249 vydal Decius nařízení, že všichni obyvatelé říše musí vykonat oběť tradičním římským bohům. Důvodem tohoto kroku byl zčásti Deciův konzervatismus (snaha o náboženskou obnovu), zčásti i tendence získat od obyvatelstva důkaz loajality po krvavé občanské válce, která ho vynesla k moci. V celém impériu začaly vznikat obětní komise, před než se musel každý dostavit a vykonat oběť. Komise dotyčnému poté vystavila potvrzení (tzv. libellus).
Bez potvrzení hrozila lidem perzekuce a tresty, jejichž míra se lišila provincii od provincie. Kdo se zdráhal oběť vykonat, mohl být odsouzen na nucené práce, poslán do vyhnanství, či jednoduše popraven (např. Filosof z Alexandrie). O tom, nakolik byla celá akce zaměřena proti křesťanům (jimž víra požadovanou oběť zakazovala), se hlavně v moderní době vedly četné debaty, v této souvislosti však je třeba uvést, že židům nedovolovala víra obětovat bohům stejně jako křesťanům, a přesto jim byla povolena výjimka (stačilo, když se modlili za císaře). Bez povšimnutí by také nemělo zůstat, že sami křesťané interpretovali postup římského ústředí jako pronásledování církve.
Celkový počet křesťanských obětí lze jen těžko stanovit, k nejvýznamnějším osobnostem, které následkem tvrdého postupu úřadů zemřely, patřili papež Fabián a teolog Órigenés. Církvi jako takové přinesla perzekuce za Decia mj. i problém, jak postupovat vůči lidem, kteří selhali či si úplatky obstarali potvrzení (tzv. libelliatici).